# Голосний заднього ряду
Голосні заднього ряду (англ. Back vowel) — різновид голосних звуків, що вимовляються з напруженням і підняттям вгору задньої частини язика в ротовій порожнині.
Згідно з Міжнародним фонетичним алфавітом до голосних заднього ряду належать:
| неогублений голосний заднього ряду високого піднесення          | [ɯ] |
| огублений голосний заднього ряду високого піднесення            | [u] |
| неогублений голосний заднього ряду високо-середнього піднесення | [ɤ] |
| огублений голосний заднього ряду високо-середнього піднесення   | [o] |
| неогублений голосний заднього ряду низько-середнього піднесення | [ʌ] |
| огублений голосний заднього ряду низько-середнього піднесення   | [ɔ] |
| неогублений голосний заднього ряду низького піднесення          | [ɑ] |
| огублений голосний заднього ряду низького піднесення            | [ɒ] |